# Cuarenta y cuatro
El cuarenta y cuatro (44) es el número natural que sigue al cuarenta y tres y precede al cuarenta y cinco.

## Propiedades matemáticas
- Es un número compuesto, que tiene los siguientes factores propios: 1, 2, 4, 11 y 22. Como la suma de sus factores es 40 < 44, se trata de un número defectivo.
- Número subfactorial de 5 elementos.
- Número feliz.

## Ciencia
- 44 es el número atómico del rutenio (Ru).
- Objeto astronómico del catálogo Messier M44 es un cúmulo abierto en la constelación de Cáncer.
- Objeto astronómico del Nuevo Catálogo General NGC 44 es una estrella doble en la constelación de Andrómeda.